# Paris (film 1926)
Paris è un film del 1926 diretto da Edmund Goulding e interpretato da Joan Crawford e da Charles Ray. È uno dei tanti film di quel periodo che descrivono Parigi come la città del peccato, popolata di prostitute, con amanti gelosi armati di coltello e giovani milionari statunitensi depredati dai delinquenti parigini.

## Trama
Jerry, un giovane milionario americano, si trova a Parigi per un viaggio di piacere. Per conoscere tutta la città, si reca al Birdcage Café, un luogo malfamato frequentato da apache di cui ha tanto sentito parlare. Lì, incontra una ragazza ma provoca anche l'ira gelosa del Gatto che accoltella il rivale. Soccorso dalla ragazza, Jerry viene ospitato da lei a casa sua. Il Gatto, che è ricercato dalla polizia, viene persuaso dalla giovane a costituirsi. Jerry si innamora della ragazza, e la fornisce di denaro e abiti. Ma la ragazza rifiuta di sposarlo, dicendogli che lui non può comperare l'amore. Quando il Gatto esce di prigione, viene a sapere della relazione tra la fidanzata e Jerry: quando la rivede, tenta di ucciderla. Jerry arriva appena in tempo per salvarla: i due uomini lottano, mentre la ragazza resta svenuta a terra. Quando si risveglia, grida, riferendosi al Gatto: "Io lo amo". I due innamorati si riuniscono e Jerry resta solo.

## Produzione
Il film venne prodotto dalla MGM e significò per Joan Crawford un avanzamento in un ruolo da protagonista. Lo studio sperava, attraverso questa nuova collaborazione tra Crawford e Goulding, di rinnovare il successo di Sally, Irene and Mary.

## Distribuzione
Distribuito dalla Metro Goldwyn Mayer, il film uscì nelle sale degli Stati Uniti il 24 maggio 1926. È conosciuto anche con il titolo Shadows of Paris.

### Data di uscita
data di uscita
- USA Paris	24 maggio 1926
- Finlandia	 31 gennaio 1927
- Norvegia Paris 23 maggio 1927

In Grecia venne distribuito con il titolo To beguin mias Parisinis